# Philip Herbert Carpenter
Philip Herbert Carpenter (Westminster, Londen, 6 februari 1852 - Eton College, 21 oktober 1891) F.R.S., F.L.S., was een Engels zoöloog en paleontoloog, autoriteit op het gebied van zeelelies. Hij was de vierde zoon van William Benjamin Carpenter. Hij leed aan chronische slapeloosheid en maakte als gevolg van de verschijnselen daarvan een eind aan zijn leven door de inname van een dodelijke dosis chloroform.

## Opleiding en onderzoek
Carpenter volgde zijn basisopleiding aan University College School in Hampstead. Na het afronden van zijn middelbareschoolopleiding, ging hij naar University College London. In 1871 schreef hij zich in aan Trinity College, Cambridge, waar hij in 1875 zijn bachelor haalde. Tussen 1875 en 1877 studeerde hij in Würzburg bij Karl Semper, hoogleraar in de zoölogie en vergelijkende anatomie. In 1877 werd hij aangesteld als "assistant master" aan Eton College, belast met het biologie-onderwijs. In 1878 behaalde hij zijn master aan Trinity. In 1884 promoveerde hij daar tot doctor.
Reeds als zestienjarige vergezelde hij zijn vader en Charles Wyville Thomson op de eerste Engelse diepzee-onderzoeksexpeditie met H.M.S. Lightning in 1868. Carpenter was lid van het wetenschappelijke team van de diepzee-onderzoeksexpedities met H.M.S. Porcupine in 1869 en 1870. In 1875 had hij een aanstelling als "assistent natuuronderzoeker" op H.M.S. Valorous, bij de British Arctic Expedition van George Nares naar Disko-eiland, waarbij Carpenter de zomer lang bezig was met het sonderen van dieptes en het bemonsteren van de zeebodem in Straat Davis en de noordelijke Atlantische Oceaan.

## Wetenschappelijke carrière
Nadat de Challenger-expeditie (1872-1876) was teruggekeerd, werd Carpenter in januari 1878 benaderd door Charles Wyville Thomson om de tijdens de expeditie verzamelde zeelelies te beschrijven en benoemen. Carpenter was op dat moment al een expert in de morfologie van de stekelhuidigen, met name die van de zeelelies, zowel de recente als de fossiele soorten. In 1883 werd hem door de Geological Society het Lyell Fund toegekend uit erkenning voor de wetenschappelijke waarde van zijn werk. In 1885 werd hij verkozen als Fellow of the Royal Society, in 1886 werd hij Fellow of the Linnean Society.

## Huwelijk
Op 19 april 1879 huwde hij Caroline Emma Hale, met wie hij vijf zonen kreeg, die hem allen overleefden.

## Publicaties
| 1877. | On "Comatula (Antedon) Rosacea", and the Family "Comatulidae". Nature 15(375): 197-198. Archive.org |
| 1879. | On the genus Actinometra, Müll., with a morphological account of a new species (A.) polymorpha from the Philippine Islands. Part I. Transactions of the Linnean Society of London (Zoology) ser. 2, 2(1): 1-122. BHL |
| 1881. | The Comatulae of the Leyden Museum. Notes from the Leyden Museum 3: 173-217. BHL |
| 1881. | On the genus Solanocrinus Goldfuss, and its relations to recent Comatulae. Journal of the Linnean Society of London (Zoology) 15: 187-217 BHL |
| 1881. | Reports on the results of dredging under the supervision of Alexander Agassiz, in the Gulf of Mexico (1877 - 78), and in the Caribbean Sea (1878 - 79), by the U.S. Coast Survey steamer "Blake" XVI, Preliminary report on the Comatulae. Bulletin of the Museum of Comparative Zoology at Harvard College 9(4): 151-169. BHL          |
| 1882. | On certain points in the morphology of the Blastoidea, with descriptions of some new genera and species. Annals And Magazine of Natural History ser. 5, 9: 213-252; met Robert Etheridge junior. BHL |
| 1882. | On the Classification of the Comatulae. Proceedings of The Zoological Society of London 1882: 731-747. BHL |
| 1882. | Reports on the results of dredging under the supervision of Alexander Agassiz, in the Gulf of Mexico (1877 - 78), and in the Caribbean Sea (1878 - 79), by the U.S. Coast Survey steamer "Blake" XVIII, The stalked crinoids of the Caribbean Sea. Bulletin of the Museum of Comparative Zoology at Harvard College 10(4): 165-181. BHL |
| 1883. | On a new crinoid from the Southern Sea. Proceedings of the Royal Society of London 35(225): 138-140. BHL |
| 1883. | Note on Democrinus parfaiti. Annals And Magazine of Natural History ser. 5, 11: 334-336. BHL |
| 1883. | On a new crinoid from the Southern Sea. Annals and Magazine of Natural History ser. 5, 12: 143-144. BHL |
| 1884. | On a new crinoid from the Southern Sea. Philosophical transactions of the Royal Society of London 174: 919–933. |
| 1884. | On the Crinoidea of the North Atlantic between Gibraltar and the Faeroe Islands. Proceedings of the Royal Society of Edinburgh 12: 353–380. BHL |
| 1884. | Report upon the Crinoidea collected during the voyage of H.M.S. Challenger during the years 1873-76. Part I. General morphology, with descriptions of the stalked crinoids. Report on the Scientific Results of the Voyage of H.M.S. Challenger During the Years 1873–76, Zoology 11(32): 1-442. BHL                                    |
| 1886. | Catalogue of the Blastoidea in the Geological Department of the British Museum (Natural History) : with an account of the morphology and systematic positionof the group, and a revision of the genera and species; met Robert Etheridge junior. BHL                                                                                    |
| 1888. | Report upon the Crinoidea collected during the voyage of H.M.S. Challenger during the years 1873-76. Part II. The Comatulae Report on the Scientific Results of the Voyage of H.M.S. Challenger During the Years 1873–76, Zoology 26(60): 1-399. BHL                                                                                    |
| 1889. | Report on the Comatulae of the Mergui Archipelago, collected for the Trustees of the Indian Museum, Calcutta, by Dr. John Anderson, F.R.S., Superintendent of the Museum. Journal of the Linnean Society of London (Zoology) 21: 304–316. BHL                                                                                           |
| 1890. | Preliminary Report on the Crinoidea obtained in the Port Phillip Biological Survey. Proceedings of the Royal Society of Victoria, new series, 2: 135–136. BHL |
| 1891. | Notes on some Arctic Comatulae. Journal of the Linnean Society of London (Zoology) 24: 53–63. BHL |
| 1891. | Notes on some Crinoids from the Neighbourhood of Madeira. Journal of the Linnean Society of London (Zoology) 24: 64–69. BHL |

- Gemeinsame Normdatei: 116458283
- International Standard Name Identifier: 0000 0000 2739 3140
- Library of Congress Control Number: n87124652
- Nationale Bibliotheek van Tsjechië: xx0281632
- SNAC: w6b89tdd
- Système universitaire de documentation: 185608841
- Virtual International Authority File: 62300581
- WorldCat: E39PBJymw369J4YqGgTjBr4cyd